# Scapanus
Scapanus é um gênero mamífero da família Talpidae.

## Espécies
- Scapanus latimanus (Bachman, 1842)
- Scapanus orarius True, 1896
- Scapanus townsendii (Bachman, 1839)